# Riverhead (CDP, New York)
Riverhead è un census-designated place (CDP) degli Stati Uniti d'America, situato nello stato di New York, nella contea di Suffolk.